# Auxerre
Auxerre (pronunciat [osɛʀ] en francès) és una ciutat de França a la regió de Borgonya - Franc Comtat, departament del Yonne, a les ribes del riu Yonne. Té 37.790 habitants, si bé l'àrea metropolitana arriba als 85.080 habitants.
Tot i estar situada al cor d'una regió vinícola (Chablis, Saint-Bris-le-Vineux, Irancy, Coulanges-la-Vineuse…), l'economia d'Auxerre es basa essencialment en l'activitat terciària. Auxerre és la seu de la Cambra de comerç i d'indústria de l'Yonne. Gestiona l'aeroport d'Auxerre - Branches i un port fluvial d'esbarjo.
La ciutat també és coneguda pel seu equip de futbol, l'AJ Auxerre (AJA), fundat el 1905 per l'abat Deschamps (l'equip juga a un estadi amb el seu nom).